# Rio do Prado
Rio do Prado é um município brasileiro do estado de Minas Gerais. Sua população estimada em 2015 era de 5.316 habitantes.

## História
Em 15 de agosto de 1929, o Sr. Antônio Martins Figueiredo e outros demais ergueram o Cruzeiro de fundação do "Povoado de Barracão" no alto de uma colina.
Em 1934 se oficializou a primeira escola do Povoado de Barracão.
O local onde hoje esta situada a cidade era uma fazenda de propriedade do srº. Henrique Batista da Silva, que vendeu as terras para o Prefeito da época, mas segundo relatos da família Batista, este mesmo prefeito não pagou essas terras como combinado, então a família briga há mais de 30 anos pela pela reintegração de posse dessa terras. Atualmente existem membros desta família vivendo em Rio do Prado, porém a grande maioria se mudou para o sul da Bahia e principalmente a região de Vitória no Espírito Santo.
Em 17 de dezembro de 1938, Povoado de Barracão foi elevado à Vila com o nome de Rio do Prado.